# کامیلا بوردونابا
کامیلا بوردونابا (انگلیسی: Camila Bordonaba؛ زادهٔ ۴ سپتامبر ۱۹۸۴) خواننده، ترانه‌پرداز، بازیگر تئاتر و بازیگر سینما اهل آرژانتین است. وی بین سال‌های ۱۹۸۷ تا ۲۰۱۲ میلادی فعالیت می‌کرد.